# يوتارو هارا
يوتارو هارا (باليابانية: 原 裕太郎) (23 أبريل 1990 في اليابان – )؛ هو لاعب كرة قدم ياباني سابق كان يلعب كحارس مرمى.

## وصلات خارجية
- يوتارو هارا على موقع الاتحاد الدولي (مؤرشف)  (الإنجليزية)
- يوتارو هارا على موقع رابطة كرة القدم اليابانية للمحترفين (اليابانية)
- يوتارو هارا على موقع قاعدة بيانات كرة القدم.إي يو (الإنجليزية)
- يوتارو هارا على موقع Soccerway.com (الإنجليزية)
- يوتارو هارا على موقع عالم كرة القدم.نت (الإنجليزية)
- يوتارو هارا على موقع كووورة
- يوتارو هارا على موقع AS.com (الإسبانية)